# Sant'Ambrogio
Aurelio Ambrogio (in latino: Aurelius Ambrosius), meglio conosciuto come sant'Ambrogio (Augusta Treverorum, ca. 339-340 – Milano, 4 aprile 397) è stato un funzionario, vescovo, teologo, scrittore e santo romano, una delle personalità più importanti nella Chiesa del IV secolo. È venerato come santo da tutte le chiese cristiane che prevedono il culto dei santi; in particolare, la Chiesa cattolica lo annovera tra i quattro dottori della Chiesa d'Occidente o padri della Chiesa occidentale, insieme a san Girolamo, sant'Agostino e san Gregorio I papa.
Conosciuto anche come Ambrogio di Treviri per il luogo di nascita, o più comunemente come Ambrogio di Milano, la città di cui assieme a san Carlo Borromeo e san Galdino è il patrono e della quale fu vescovo dal 374 fino alla morte, nella quale è presente la basilica a lui dedicata che ne conserva le spoglie.
Come vescovo, prese una posizione ferma contro l'arianesimo e tentò di mediare il conflitto tra gli imperatori Magno Massimo e Teodosio I (e fu un fedele collaboratore, se non anche una fonte di ispirazione per quest'ultimo).

## Biografia

### Gioventù

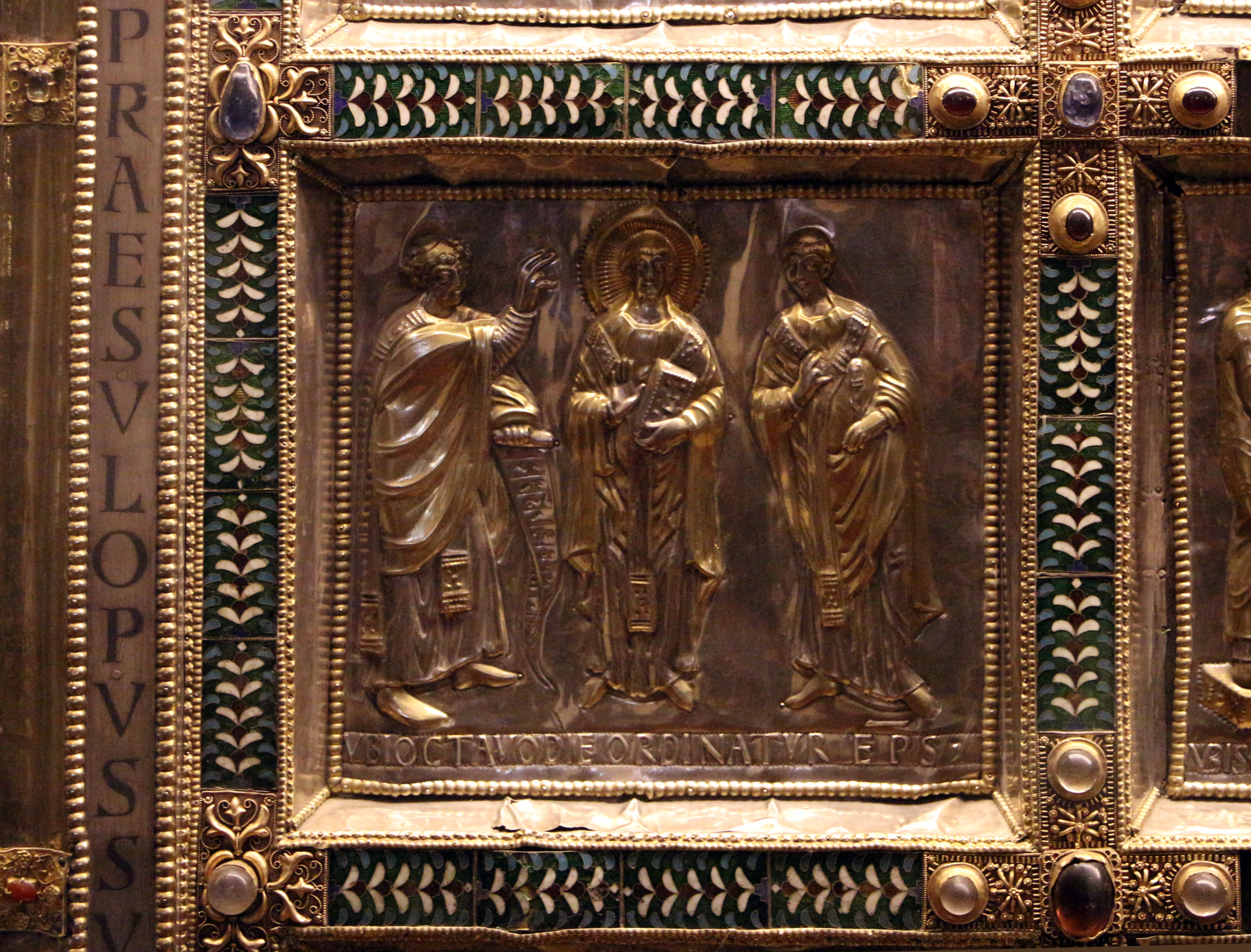
Altare di Sant'Ambrogio, 824-859 ca., Ambrogio ordinato vescovo.

Aurelio Ambrogio nacque ad Augusta Treverorum (l'odierna Treviri, nella Renania-Palatinato, in Germania), nella Gallia Belgica, dove il padre esercitava la carica di prefetto del pretorio delle Gallie, nel 339-340 in una famiglia romana di rango senatoriale appartenente alla prestigiosa gens Aurelia, la cui famiglia materna apparteneva inoltre al ramo dei Simmaci (era dunque un cugino dell'oratore Quinto Aurelio Simmaco).
La famiglia di Ambrogio risultava convertita al cristianesimo già da alcune generazioni (egli stesso soleva citare con orgoglio la sua parente Santa Sotere, martire cristiana che «ai consolati e alle prefetture dei parenti preferì la fede»); una sua sorella ed un suo fratello, Marcellina (consacratasi a Dio nelle mani di papa Liberio nel 353) e Satiro di Milano, vennero poi venerati come santi.
Destinato alla carriera amministrativa sulle orme del padre, dopo la sua prematura morte frequentò le migliori scuole di Roma, dove compì i tradizionali studi del trivium e del quadrivium (imparò il greco e studiò diritto, letteratura e retorica), partecipando poi attivamente alla vita pubblica dell'Urbe.

### Incarichi pubblici e nomina a vescovo di Milano
Dopo cinque anni di avvocatura esercitati presso Sirmio (l'odierna Sremska Mitrovica, in Serbia), nella Pannonia Inferiore, nel 370 fu incaricato quale governatore dell'Italia Annonaria per la provincia romana Aemilia et Liguria, con sede a Milano, dove divenne una figura di rilievo nella corte dell'imperatore Valentiniano I. La sua abilità di funzionario nel dirimere pacificamente i forti contrasti tra ariani e cattolici gli valse un largo apprezzamento da parte delle due fazioni.
Nel 374, alla morte del vescovo ariano Aussenzio di Milano, il delicato equilibrio tra le due fazioni sembrò precipitare. Il biografo Paolino racconta che Ambrogio, preoccupato di sedare il popolo in rivolta per la designazione del nuovo vescovo, si recò in chiesa, dove all'improvviso si sarebbe sentita la voce di un bambino urlare «Ambrogio vescovo!», a cui si unì quella unanime della folla radunata nella chiesa. I milanesi volevano un cattolico come nuovo vescovo. Ambrogio però rifiutò decisamente l'incarico, sentendosi impreparato: come era in uso presso alcune famiglie cristiane all'epoca, egli non aveva ancora ricevuto il battesimo, né aveva affrontato studi di teologia.
Paolino racconta che, al fine di dissuadere il popolo di Milano dal farlo nominare vescovo, Ambrogio provò anche a macchiare la buona fama che lo circondava, ordinando la tortura di alcuni imputati e invitando in casa sua alcune prostitute; ma, dal momento che il popolo non recedeva nella sua scelta, egli tentò addirittura la fuga. Quando venne ritrovato, il popolo decise di risolvere la questione appellandosi all'autorità dell'imperatore Flavio Valentiniano, di cui Ambrogio era alle dipendenze. Fu allora che accettò l'incarico, considerando che fosse questa la volontà di Dio nei suoi confronti, e decise di farsi battezzare: nel giro di sette giorni ricevette il battesimo nel battistero di Santo Stefano alle Fonti a Milano e, il 7 dicembre 374, venne ordinato vescovo. Riferendosi alla sua elezione, egli scriverà poco prima della morte:
Nonostante, come scrisse più tardi, si sentisse «rapito a forza dai tribunali e dalle insegne dell'amministrazione al sacerdozio», dopo la nomina a vescovo, Ambrogio prese molto sul serio il suo incarico e si dedicò ad approfonditi studi biblici e teologici.

### Episcopato

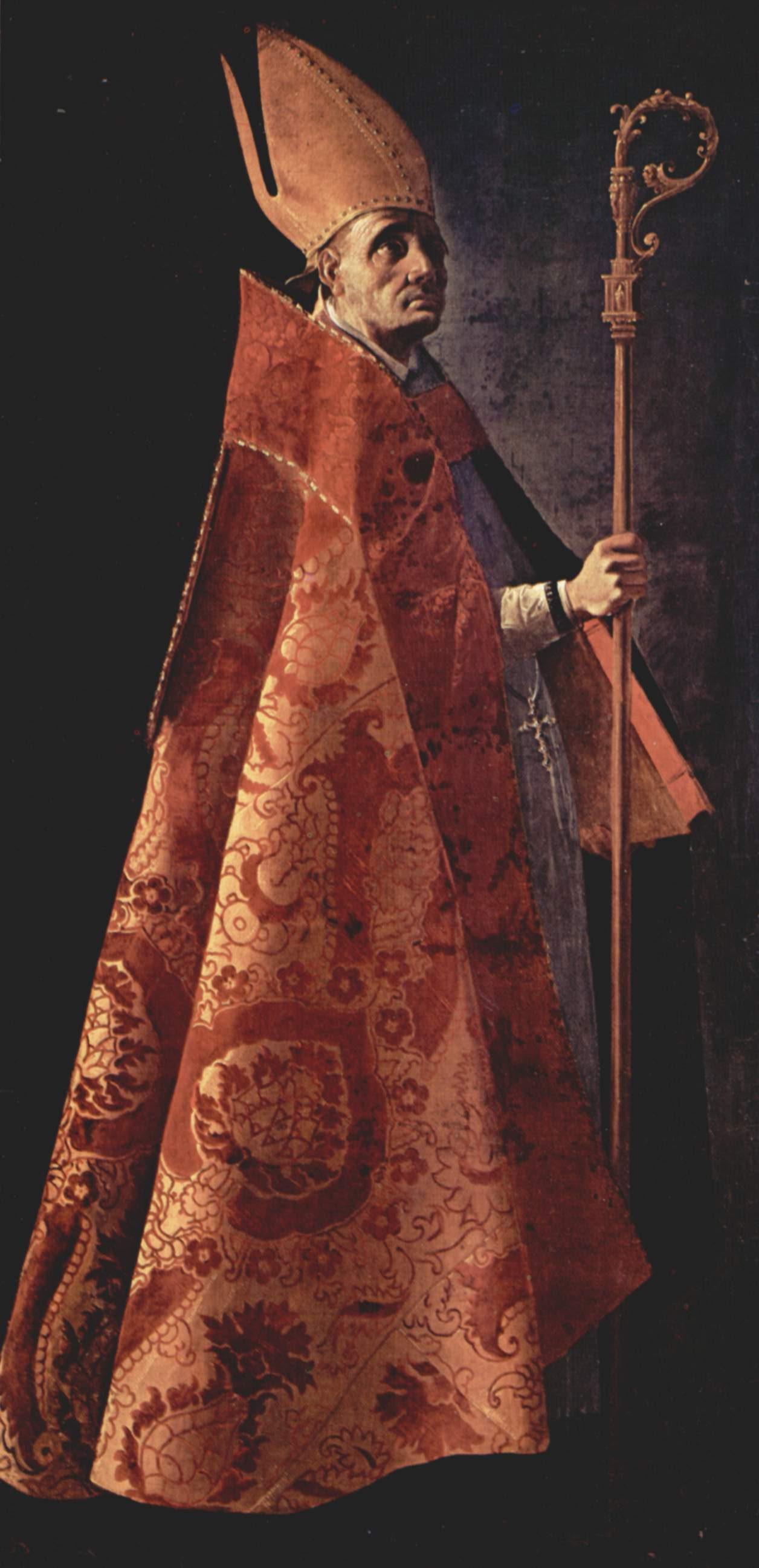
Ambrogio con le insegne episcopali.

#### Gli impegni pastorali
Quando divenne vescovo (nel 374), adottò uno stile di vita ascetico, elargì i suoi beni ai poveri, donando i suoi possedimenti terrieri (eccetto il necessario per la sorella Marcellina).
Uomo di grande carità, tenne la sua porta sempre aperta, prodigandosi senza tregua per il bene dei cittadini affidati alle sue cure. Ad esempio, Sant'Ambrogio non esitò a spezzare i Vasi Sacri e ad usare il ricavo dalla vendita per il riscatto di prigionieri. Di fronte alle critiche mosse dagli ariani per il suo gesto, egli rispose che «è molto meglio per il Signore salvare delle anime che dell'oro. Egli infatti mandò gli apostoli senza oro e senza oro fondò le Chiese. […] I sacramenti non richiedono oro, né acquisisce valore per via dell'oro ciò che non si compra con l'oro» (De officiis, II, 28, 136-138).
La sua sapienza nella predicazione e il suo prestigio furono determinanti per la conversione nel 386 al cristianesimo di sant'Agostino, di fede manichea, che era venuto a Milano per insegnare retorica.
Secondo la testimonianza della Vita di Ambrogio di Paolino e delle Confessioni di sant'Agostino, nel gennaio 386 l'imperatrice Giustina, madre di Valentiniano II, fece promulgare una legge che autorizzava il culto semiariano e prevedeva la morte dei suoi oppositori; il 27 marzo di quello stesso anno prese d’assedio la basilica portiana e poi la basilica nova. Ambrogio e i suoi fedeli, disarmati, si opposero ai soldati affollando le chiese contestate e vegliando in preghiera giorno e notte. In quei giorni della settimana santa dell’anno 386 i fedeli asserragliati in basilica intonarono inni e salmi, dai quali furono sostenuti nella lotta non violenta che stavano conducendo, finché il 2 aprile (giovedì santo) l’autorità imperiale fu costretta a cedere. Fra i fedeli presenti a sostegno di Ambrogio vi era anche santa Monica, madre di sant'Agostino. Questo episodio segnò l'inizio della tradizione innologica occidentale. Ambrogio fu autore di diversi inni per la preghiera, compiendo fondamentali riforme nel culto e nel canto sacro, che per primo introdusse nella liturgia cristiana, e ancor oggi a Milano vi è una scuola che tramanda nei millenni questo antico canto.
Ambrogio fece costruire varie basiliche, di cui quattro ai lati della città, quasi a formare un quadrato protettivo, probabilmente pensando alla forma di una croce. Esse corrispondono alle attuali basilica di San Nazaro (sul decumano, presso la Porta Romana, allora era la Basilica Apostolorum), alla basilica di San Simpliciano, detta Basilica Virginum, ossia basilica delle vergini (sulla parte opposta), alla basilica di Sant'Ambrogio (collocata a sud-ovest, era chiamata originariamente Basilica Martyrum in quanto ospitava i corpi dei santi martiri Gervasio e Protasio rinvenuti da Ambrogio stesso; accoglie oggi le spoglie del santo) e alla basilica di San Dionigi (Basilica Prophetarum).
Il ritrovamento dei corpi dei santi martiri Gervasio e Protasio è narrato dallo stesso Ambrogio, che ne attribuisce il merito ad un presagio, per il quale egli fece scavare la terra davanti ai cancelli della basilica (oggi distrutta) dei santi Nabore e Felice. Al ritrovamento dei corpi seguì la loro traslazione (secondo un rito importato dalla Chiesa orientale) nella Basilica Martyrum; durante la traslazione, si racconta (è lo stesso Ambrogio a riportarlo) che un cieco di nome Severo riacquistò la vista. Il ritrovamento del corpo dei martiri da parte del vescovo di Milano diede grande contributo alla causa dei cattolici nei confronti degli ariani, che costituivano a Milano un gruppo nutrito e attivo, e negavano la validità dell'operato di Ambrogio, di fede cattolica.

#### Politica ecclesiastica
L'importanza della sede occupata da Ambrogio, teatro di numerosi contrasti religiosi e politici, e la sua personale attitudine di uomo politico lo portarono a svolgere una forte attività di politica ecclesiastica. Egli scrisse infatti opere di morale e teologia in cui combatté a fondo gli errori dottrinali del suo tempo; fu inoltre sostenitore del primato del vescovo di Roma, contro altri vescovi (tra i quali Palladio) che lo ritenevano pari a loro.
Si mostrò in prima linea nella lotta all'arianesimo, che aveva trovato numerosi seguaci a Milano e nella corte imperiale. Si scontrò per questo motivo con l'imperatrice Giustina, di fede ariana e probabilmente influì sulla politica religiosa dell'imperatore Graziano che, nel 380, inasprì le sanzioni per gli eretici e, con l'editto di Tessalonica, dichiarò il cristianesimo religione di Stato. Il momento di massima tensione si ebbe nel 385-386 quando, dopo la morte di Graziano, gli ariani chiesero insistentemente con l'appoggio della corte imperiale una basilica per praticare il loro culto. L'opposizione di Ambrogio fu energica tanto che rimase famoso l'episodio in cui, assieme ai fedeli cattolici, "occupò" la basilica destinata agli ariani finché l'altra parte fu costretta a cedere. Fu in questa occasione, si racconta, che Ambrogio introdusse l'usanza del canto antifonale e della preghiera cantata in forma di inno, con lo scopo di non fare addormentare i fedeli che occupavano la basilica. Fu inoltre determinante per la vittoria di Ambrogio nella controversia con gli ariani il ritrovamento dei corpi dei santi Gervasio e Protaso, che avvenne proprio nel 386 sotto la guida del vescovo di Milano, il quale guadagnò in questo modo il consenso di gran parte dei fedeli della città.
Fu infine forte avversario del paganesimo "ufficiale" romano, che dimostrava in quegli anni gli ultimi segni di vitalità; per questo motivo si scontrò con il suo stesso cugino, il senatore Quinto Aurelio Simmaco, che chiedeva il ripristino dell'altare e della statua della dea Vittoria rimossi dalla Curia romana, sede del Senato, in seguito a un editto di Graziano nel 382.

#### Rapporti con la corte imperiale

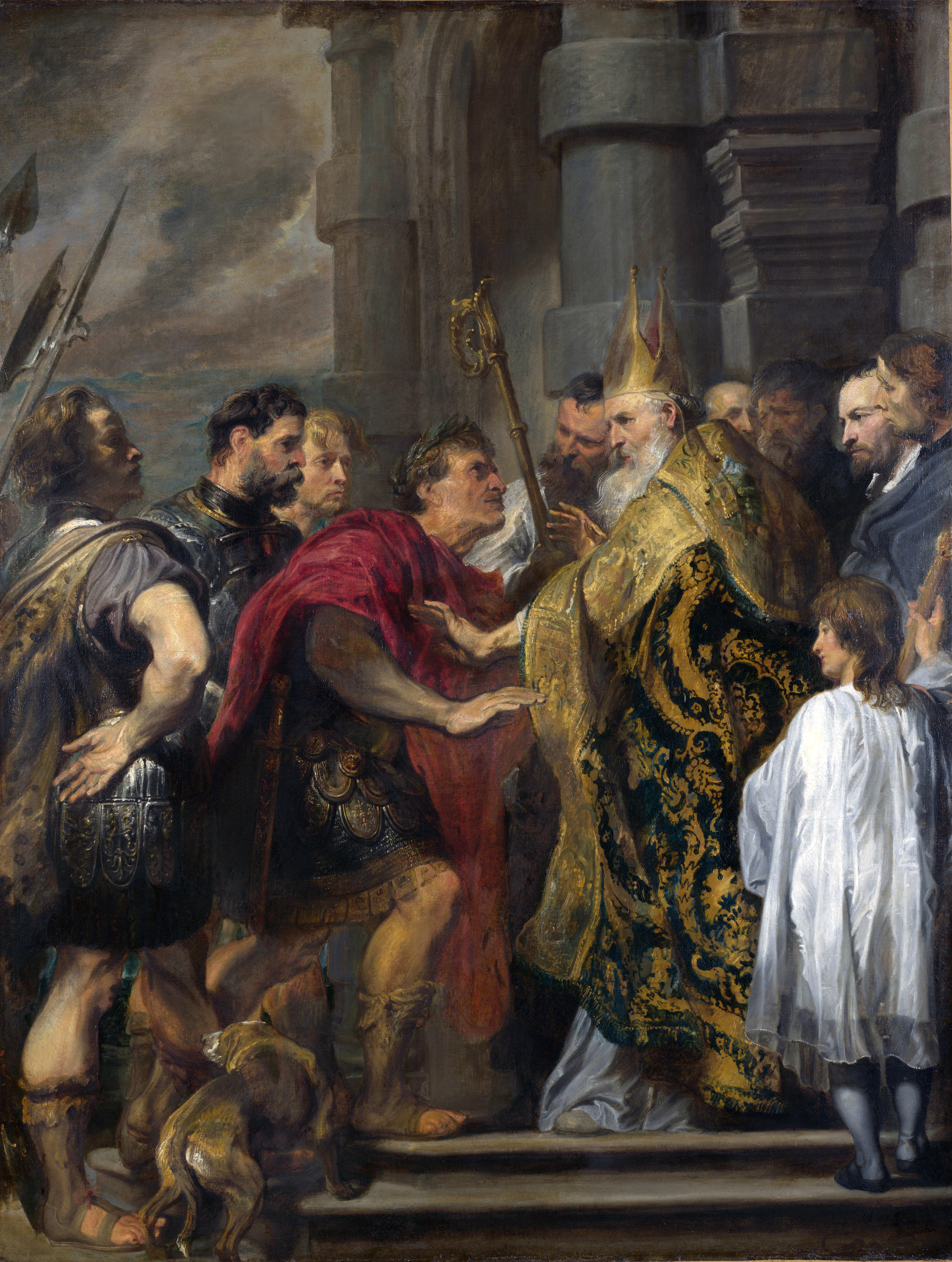
Sant'Ambrogio rifiuta l'ingresso in chiesa all'imperatore, nel dipinto di Van Dyck. Molto probabilmente questo episodio non avvenne mai: Ambrogio preferì non arrivare allo scontro pubblico con l'imperatore, ma lo redarguì in privato.

Il potere politico e quello religioso al tempo erano strettamente legati: in particolare l'imperatore, a cominciare da Costantino, possedeva una certa autorità all'interno della Chiesa, nella quale il primato petrino non era pienamente assodato e riconosciuto. A questo si aggiunsero la posizione di Sant'Ambrogio, vescovo della città di residenza della corte imperiale, e la sua precedente carriera come avvocato, amministratore e politico, che lo portarono più volte a intervenire incisivamente nelle vicende politiche, ad avere stretti rapporti con gli ambienti della corte e dell'aristocrazia romana, e talvolta a ricoprire specifici incarichi diplomatici per conto degli imperatori.
In particolare, nonostante il convinto lealismo verso l'impero romano e l'influenza nella vita politica dell'impero, i suoi rapporti con le istituzioni non furono sempre pacifici, soprattutto quando si trattò di difendere la causa della Chiesa e dell'ortodossia religiosa. Gli storici bizantini gli accreditarono questo atteggiamento come parrhesia (παρρησία), schiettezza e verità di fronte ai potenti e al potere politico, che traspare a partire dal suo rapporto epistolare con l'imperatore Teodosio.
Essendo Ambrogio precettore dell'imperatore Graziano, lo educò secondo i principi del Cristianesimo. Egli predicava all'imperatore di rendere grazie a Dio per le vittorie dell'esercito e lo appoggiò nella disputa contro il senatore Simmaco.
Chiese poi a Graziano di indire il concilio di Aquileia nel settembre del 381 per condannare due vescovi eretici, secondo i dettami dei vari concili ecumenici e anche secondo l'opinione del Papa e dei vescovi ortodossi. In questo concilio Ambrogio si pronunciò contro l'arianesimo.
Ambrogio influì anche sulla politica religiosa di Teodosio I. Nel 388, dopo che un gruppo di cristiani aveva incendiato la sinagoga della città di Callinico, l'imperatore decise di punire i responsabili e di obbligare il vescovo, accusato di aver istigato i distruttori, a ricostruire il tempio a suo spese. Ambrogio, informato della vicenda, si scagliò contro questo provvedimento, minacciando di sospendere l'attività religiosa, tanto da indurre l'imperatore a revocare le misure.
Nel 390 criticò aspramente l'imperatore, che aveva ordinato un massacro di 7.000 persone tra la popolazione di Tessalonica, rea di aver linciato il capo del presidio romano della città: in tre ore di carneficina erano state assassinate migliaia di persone, attirate nell'arena con il pretesto di una corsa di cavalli. Ambrogio, venuto a conoscenza dell'accaduto, evitò diplomaticamente una contrapposizione aperta con il potere imperiale (con il pretesto di una malattia evitò l'incontro pubblico con Teodosio) ma, per via epistolare, chiese in modo riservato ma deciso una «penitenza pubblica» all'imperatore, che si era macchiato di un grave delitto pur dichiarandosi cristiano, pena il rifiuto di celebrare i sacri riti in sua presenza («Non oso offrire il sacrificio, se tu vorrai assistervi», Lettera 11). Teodosio pianse, fece pubblica penitenza, ammettendo l'eccesso, e nella notte Natale di quell'anno, venne riammesso ai sacramenti.
Dopo questo episodio la politica religiosa dell'imperatore si irrigidì notevolmente: tra il 391 e il 392 furono emanati una serie di decreti (noti come decreti teodosiani) che attuavano in pieno l'editto di Tessalonica: venne interdetto l'accesso ai templi pagani e ribadita la proibizione di qualsiasi forma di culto, compresa l'adorazione delle statue; furono inoltre inasprite le pene amministrative per i cristiani che si riconvertissero nuovamente al paganesimo e nel decreto emanato nel 392 da Costantinopoli, l'immolazione di vittime nei sacrifici e la consultazione delle viscere erano equiparati al delitto di lesa maestà, punibile con la condanna a morte.
Nel 393 Milano fu coinvolta nella lotta per il potere tra l'imperatore Teodosio I e l'usurpatore Flavio Eugenio. In aprile Eugenio varcò le Alpi e puntò alla conquista della città, in quanto capitale d'Occidente. Ambrogio partì e andò a ritirarsi a Bologna. Durante un soggiorno temporaneo a Faenza scrisse una lettera ad Eugenio. Poi accettò l'invito della comunità di Firenze, ove rimase per circa un anno. La guerra per il controllo dell'impero fu vinta da Teodosio. Nell'autunno del 394 Ambrogio fece ritorno a Milano.
Alla sua morte, per sua stessa volontà, fu sepolto all'interno della basilica che tuttora porta il suo nome, fra le spoglie dei martiri Gervasio e Protasio. Le sue spoglie, rinvenute sotto l'altare nel 1864, furono trasferite in un'urna di argento e cristallo posta nella cripta della basilica.

## Pensiero e opere

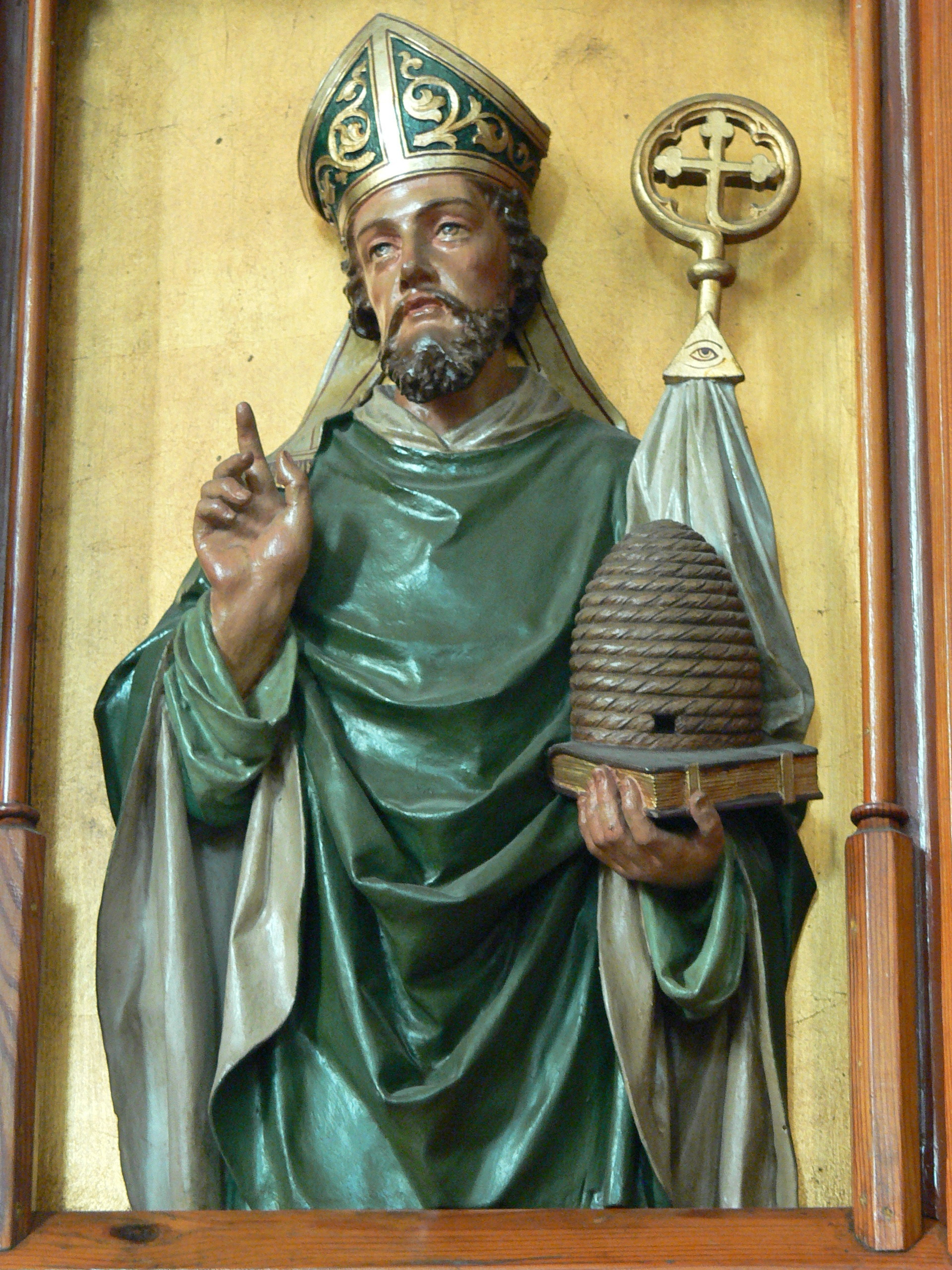
Rilievo gotico raffigurante Ambrogio. Tra gli attributi del santo c'è il miele, simbolo della dolcezza delle prediche e degli scritti.

Fortemente legata all'attività pastorale di Ambrogio fu la sua produzione letteraria, spesso semplice frutto di una raccolta e di una rielaborazione delle sue omelie e che quindi mantengono un tono simile al parlato.
Per lo stile dolce e misurato del suo parlato e della sua prosa, Ambrogio venne definito «dolce come il miele» e tra i suoi attributi compare perciò un alveare.

### Esegesi
Oltre la metà dei suoi scritti è dedicata all'esegesi biblica, che egli affronta seguendo un'interpretazione prevalentemente allegorica e morale del testo sacro (in particolare per quanto riguarda l'Antico Testamento): ad esempio, ama ricercare nei patriarchi e nei personaggi biblici in generale figure di Cristo o esempi di virtù morali. Fu proprio questo metodo di lettura della Bibbia ad affascinare Sant'Agostino e a risultare determinante per la sua conversione (come egli scrisse nelle Confessioni V, 14, 24).
Secondo Gérard Nauroy, «per Ambrogio l'esegesi è un modo fondamentale di pensare piuttosto che un metodo o un genere: [...] ormai egli "parla la Bibbia", non più con la giustapposizione di citazioni dagli stili più diversi, ma in un discorso sintetico, eminentemente allusivo, "misterico" come la Parola stessa». Per Ambrogio la lettura e l'approfondimento della conoscenza biblica costituiscono un elemento fondamentale della vita cristiana:
(Ambrogio, Commento al Salmo I, 33)
Tra le opere esegetiche spiccano l'esauriente commento al Vangelo di Luca (Expositio evangelii secundum Lucam) e l'Exameron (dal greco "sei giorni"). Quest'ultima opera, ispirata ampiamente all'omonimo Exameron di Basilio di Cesarea, raccoglie, in sei libri, nove omelie riguardanti i primi capitoli della Genesi dalla creazione del cielo fino alla creazione dell'uomo. Anche in questo caso, il racconto della creazione è occasione di evidenziare insegnamenti morali desunti dalla natura e dal comportamento degli animali e dalle proprietà delle piante; in questo senso l'uomo appare ad Ambrogio necessariamente legato con tutto il creato dal punto di vista non solo biologico e fisico, ma anche morale e spirituale.

### Morale e ascetismo
Un altro gruppo significativo consiste nelle opere di argomento morale o ascetico, tra le quali risalta il De officiis ministrorum (talvolta abbreviato in De officiis), un trattato sulla vita cristiana rivolto in particolare al clero ma destinato a tutti i fedeli. L'opera ricalca l'omonimo scritto di Cicerone, che si proponeva come manuale di etica pratica indirizzato al figlio (cui è dedicato) rivolto soprattutto a questioni politico-sociali. Ambrogio riprende il titolo (indirizzando l'opera ai suoi "figli" in senso spirituale, cioè il clero e il popolo di Milano), la struttura (il libro è ripartito in tre libri, dedicati all'honestum, all'utile e al loro contrasto risolto nell'identificazione tra i due) e alcuni elementi contenutistici (tra i quali i principi della morale stoica, come il dominio della razionalità, l'indipendenza dai piaceri e dalla vanità delle cose, la virtù come sommo bene). Questi elementi sono rivisti con originalità in chiave cristiana: agli exempla tratti dalla storia e dalla mitologia classica, Ambrogio sostituisce ad esempio storie ed esempi tratti dalla Bibbia. In generale, è lo stesso orientamento del testo a non essere più etico-filosofico ma prevalentemente religioso e spirituale, come egli spiega fin dall'inizio: «Noi valutiamo il dovere secondo un principio diverso da quello dei filosofi. Essi considerano beni quelli di questa vita, noi addirittura danni» (De officiis, I, 9, 29). Allo stesso modo, le virtù tradizionali vengono rilette cristianamente e accettate alla luce del Vangelo: la fides (lealtà) diventa la fede in Cristo, la prudenza include la devozione verso Dio, esempi di fortezza divengono i martiri. Alle virtù classiche si aggiungono le virtù cristiane: la carità (che già esisteva nel mondo latino, ora assume un significato più interiore e spirituale), l'umiltà, l'attenzione verso i poveri, gli schiavi, le donne.
Altre cinque opere sono dedicate alla verginità, specialmente quella femminile (De virginibus, De viduis, De virginitate, De institutione virginis e Exhortatio virginitatis). Ambrogio esalta la verginità come massimo ideale di vita cristiana, sulla scia della tradizione cristiana da San Paolo («colui che sposa la sua vergine fa bene e chi non la sposa fa meglio», 1 Cor 7,38) fino al contemporaneo Girolamo, senza tuttavia negare la validità della vita matrimoniale. La scelta della verginità è ritenuta l'unica vera scelta di emancipazione per la donna dalla vita coniugale, in cui si trova subordinata. Critica aspramente in questo senso il fatto che il matrimonio costituisca solo un contratto economico e sociale, che non lascia spazio alla scelta degli sposi e in particolare della donna: «Davvero degna di compianto è la condizione che impone alla donna, per sposarsi, di essere messa all'asta come una sorta di schiavo da vendere, perché la compri chi offre il prezzo più alto» (De virginibus, I, 9, 56). Per questo Ambrogio incoraggia i genitori ad accettare la scelta di verginità dei figli e i figli a resistere alle difficoltà imposte dalla famiglia («Se vinci la famiglia, vinci anche il mondo», De virginibus, I, 11, 63).

### Società e politica

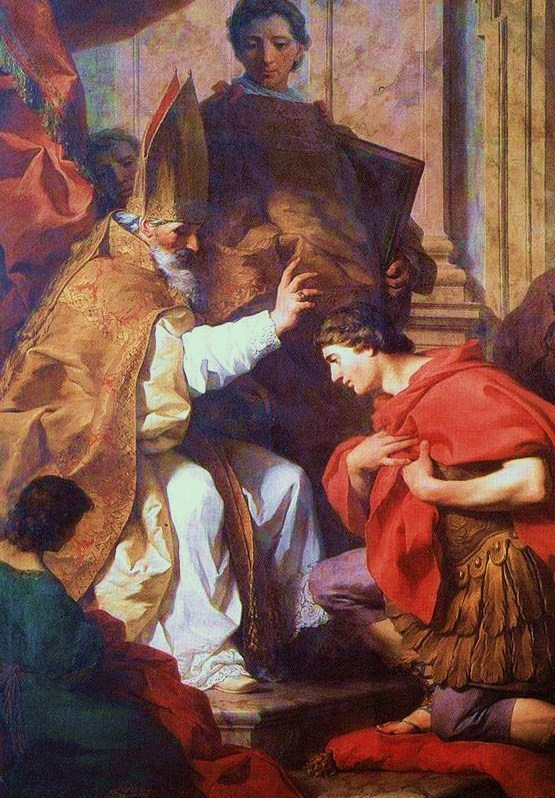
Ambrogio assolve Teodosio dopo l'episodio di Tessalonica.

Nel confronto con la società e gli ideali del mondo latino, Ambrogio accolse i valori civili della romanità con l'intento di dare a essi nuovo significato all'interno della religione cristiana. Nel suo Esamerone esalta l'istituzione repubblicana (di cui l'antica repubblica romana era secondo lui un ammirevole esempio) prendendo spunto dalla spontanea organizzazione delle gru, che si dividono il lavoro avvicendandosi nei turni di guardia:
(Esamerone, VIII, 15, 51)
Nella visione di Ambrogio inoltre potere e autorità, intesi come servizio («Libertà è anche il servire», Lettera 7), dovevano essere sottomessi alle leggi di Dio. Prendendo ispirazione dal racconto della corona imperiale e del morso di cavallo realizzati, secondo la tradizione, da Costantino con i chiodi della croce di Gesù, nel discorso funebre di Teodosio egli elogiò la sottomissione dell'imperatore a Cristo, dimostrata in primis dall'episodio di Tessalonica:
(In morte di Teodosio, 50)
Di fronte al dispotismo e alla dissolutezza che avevano caratterizzato il comportamento di non pochi imperatori romani, Ambrogio vide nel cristianesimo una possibilità per "redimere" il potere imperiale e renderlo giusto e clemente. Nella sua idea, infatti, il cristianesimo avrebbe dovuto sostituire il paganesimo nella società romana senza per questo negare e distruggere le istituzioni imperiali («Voi [pagani] chiedete pace per le vostre divinità agli imperatori, noi per gli stessi imperatori chiediamo pace a Cristo», Lettera 73 a Valentiniano II), ma anzi dando ai valori romani la nuova linfa offerta dalla morale cristiana.
Ambrogio richiamò infine la società romana nella quale era sempre più accentuato il divario tra ricchi e poveri; alla sperequazione economica, Ambrogio contrapponeva infatti la morale del Vangelo e della tradizione biblica. Così egli scrive nel Naboth:
(Naboth, 1,2; 12, 53)

### Antigiudaismo
Per Ambrogio era fondamentale la storia di Israele come popolo eletto: da qui la grande presenza dell'Antico Testamento nel rito ambrosiano, le numerosissime sue opere di commento agli episodi della storia ebraica, la conservazione della sacralità del sabato, ecc. Tuttavia, come era comune nel cristianesimo dei primi secoli, forte era anche la volontà di mostrare l'originalità cristiana rispetto alla tradizione giudaica (che non aveva riconosciuto Gesù come Messia) e di affermare l'indipendenza e le prerogative della Chiesa nascente.
Ad esempio, nell'Expositio Evangelii secundum Lucam (4, 34), commentando un passo del vangelo di Luca in cui un uomo invaso dallo spirito di un demonio impuro, grida: «Ah! Che c'è fra noi e te, Gesù Nazareno? Sei venuto per rovinarci? So chi tu sei: il Santo di Dio», Ambrogio critica aspramente l'incredulità della gente circostante:
L'affinità tra la visione anti-giudaica di Ambrogio e il testo del così detto Pseudo-Egesippo (vox nihili), è una delle prove che farebbe propendere per l'identificazione tra i due.

#### L'episodio diCallinicum
Le cronache storiche riportano un episodio dell'ostilità di Ambrogio nei riguardi degli ebrei. Nel 388, a Callinicum (Kallinikon, sul fiume Eufrate, in Asia, l'attuale al-Raqqa), una folla di cristiani diede l'assalto alla sinagoga e la bruciò. Il governatore romano condannò l'accaduto e, per mantenere l'ordine pubblico, dispose affinché la sinagoga venisse ricostruita a spese del vescovo locale. L'imperatore Teodosio I rese noto di condividere quanto deciso dal suo funzionario.
Ambrogio si oppose alla decisione dell'imperatore e gli scrisse una lettera (Epistulae variae, XL) per convincerlo a ritirare l'ingiunzione di ricostruire la sinagoga a spese del vescovo. La motivazione principale era che se il vescovo avesse contribuito alla ricostruzione della sinagoga, avrebbe tradito la sua fede, se si fosse rifiutato di obbedire all'imperatore sarebbe stato martirizzato e ciò sarebbe stato uno scandalo.
Citando dalla lettera di Ambrogio a Teodosio (Epistulae variae 40,11):
Ambrogio non volle salire sull'altare finché l'imperatore non abolì il decreto imperiale riguardante la ricostruzione della sinagoga a spese del vescovo. Quando Teodosio visitò Milano, Ambrogio lo affrontò pubblicamente, chiedendogli di lasciar perdere l'intera vicenda. Secondo McLynn ciò gli costò il favore dell'imperatore e da allora Ambrogio fu escluso dai consigli imperiali.
Tuttavia gli studiosi sono concordi che l'atteggiamento di Ambrogio verso i giudei non può essere riassunto da quest'episodio, perché dimostrò altre volte atteggiamenti positivi. Ad esempio si servì largamente delle opere di uno studioso giudeo, Filone di Alessandria, che apprezzò come "interprete fedele delle Scritture". Ambrogio fece anche ricorso a Flavio Giuseppe, ai Maccabei e ad altre fonti giudaiche e lodò individualmente diversi giudei.

### Mariologia
Sebbene non si possa parlare di una mariologia vera e propria (intesa come pensiero sistematico), sono numerosi nell'opera di Ambrogio i riferimenti a Maria: spesso, quando si presenta l'occasione, egli si rifà alla sua figura e al suo esempio.
La sua venerazione per Maria nasce soprattutto dal ruolo attribuitole nella storia della salvezza. Maria è infatti madre di Cristo, e dunque modello per tutti i credenti che, come lei, sono chiamati a "generare" Cristo:
(Esposizione del Vangelo secondo Luca, II, 19. 24-26)
Ambrogio difende strenuamente la verginità di Maria, soprattutto in relazione al mistero di Cristo: egli infatti, proprio perché nato da vergine, non ha contratto il peccato originale. Maria è anche la prima donna a cogliere i "frutti" della venuta di Cristo:
(Esposizione del vangelo secondo Luca, II, 17)
Maria è inoltre modello di virtù morali e cristiane, in primo luogo per le vergini («Nella vita di Maria risplende la bellezza della sua castità e della sua esemplare virtù») ma anche per tutti i fedeli; di lei vengono esaltate la sincerità (la verginità «di mente»), l'umiltà, la prudenza, la laboriosità, l'ascesi.

## Milano e il rito ambrosiano

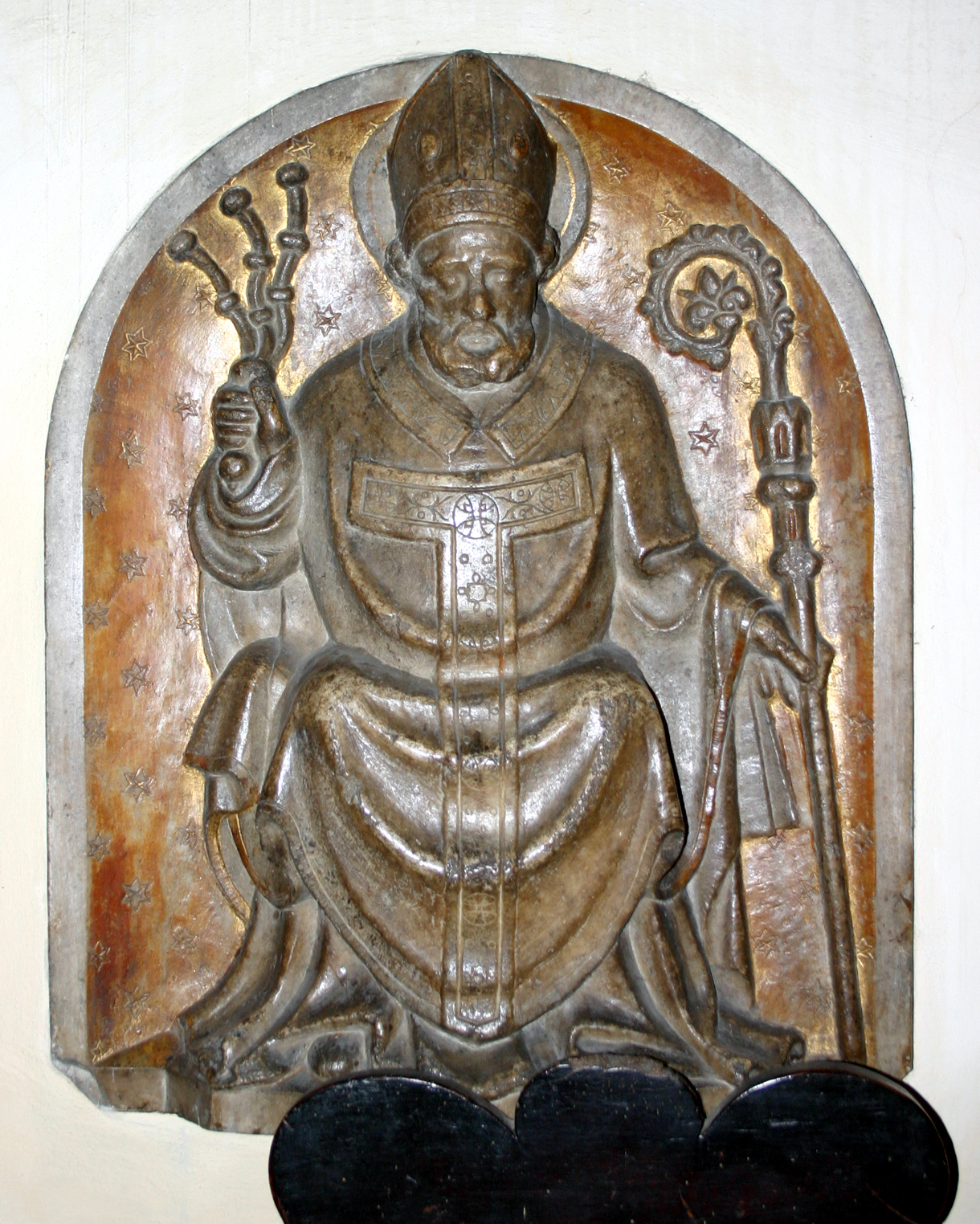
Sant'Ambrogio con in mano il flagello contro i nemici di Milano, in un bassorilievo quattrocentesco

L'operato di Sant'Ambrogio a Milano ha lasciato segni profondi nella diocesi della città.
Già nel settembre del 600 Papa Gregorio Magno parlò del neoeletto vescovo di Milano, Deodato, non tanto come successore, bensì come "vicario" di sant'Ambrogio (equiparandolo quasi ad un secondo "vescovo di Roma"). Nell'anno 881 invece papa Giovanni VIII definì per la prima volta la diocesi "ambrosiana", termine che è rimasto ancora oggi per identificare non solo la Chiesa di Milano, ma talvolta anche la stessa città.
L'eredità di Ambrogio è delineata principalmente a partire dalla sua attività pastorale: la predicazione della Parola di Dio coniugata alla dottrina della Chiesa cattolica, l'attenzione ai problemi della giustizia sociale, l'accoglienza verso le persone provenienti da popoli lontani, la denuncia degli errori nella vita civile e politica.
L'operato di Ambrogio lasciò un segno profondo in particolare sulla liturgia. Egli introdusse nella Chiesa occidentale molti elementi tratti dalle liturgie orientali, in particolare canti e inni. Si attribuisce ad Ambrogio l'inno Te Deum laudamus, ma la questione è controversa e negata anche da Luigi Biraghi. Le riforme liturgiche furono mantenute nella diocesi di Milano anche dai successori e costituirono il nucleo del Rito ambrosiano, sopravvissuto all'uniformazione dei riti e alla costituzione dell'unico rito romano voluta da papa Gregorio I e dal Concilio di Trento.
In dialetto milanese Ambrogio viene chiamato sant Ambroeus (grafia classica) o sant Ambrös (entrambi pronunciati "sant'ambrœs").

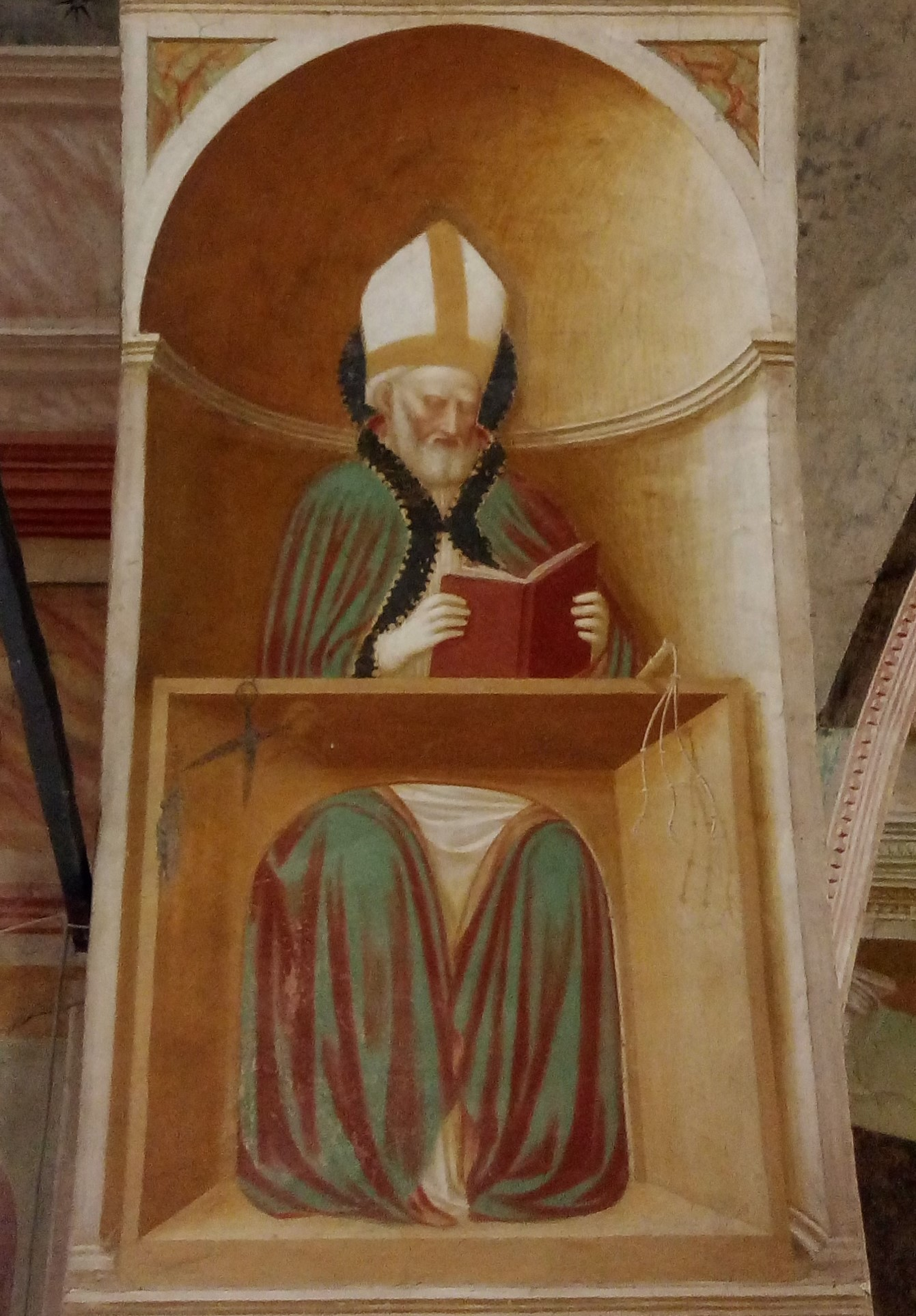
Sant'Ambrogio affrescato da Masolino, Battistero Castiglione Olona.

Alla sua figura è ispirato anche il premio Ambrogino d'oro, che è il nome non ufficiale con cui sono comunemente chiamate le onorificenze conferite dal comune di Milano.

## Sant'Ambrogio e il canto liturgico

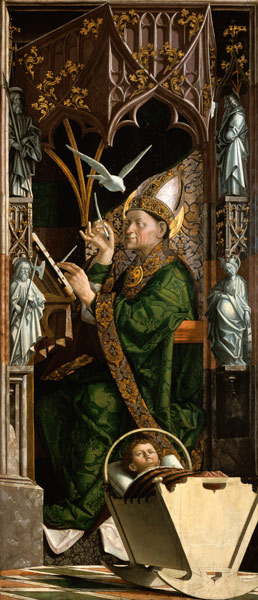
Michael Pacher, Sant'Ambrogio, Monaco, Alte Pinakothek

Con il termine di ambrosiano non si definisce solo il rito della Chiesa Cattolica che fa riferimento al santo, ma anche un preciso modo di cantare durante la liturgia. Esso viene indicato con il nome di canto ambrosiano. Esso è caratterizzato dal canto di inni, cioè di nuove composizioni poetiche in versi, che vengono cantate da tutti i partecipanti al rito.
A differenza di quanto avveniva per i salmi, solitamente cantati da un solista o da un gruppo di coristi, essi vengono invece cantati da tutti i partecipanti, in cori alternati, normalmente tra donne e uomini, ma in altri casi tra giovani e anziani o anche tra fanciulli e adulti. Alcuni di questi inni sono stati sicuramente composti da Ambrogio. La certezza viene dal fatto che a menzionarli è sant'Agostino, che fu discepolo di Sant'Ambrogio.
Essi sono:
- Aeterne rerum conditor (cf. Retractionum I,21);
- Iam surgit hora tertia (cf. De natura et gratia 63,74);
- Deus creator omnium (ricordato nelle Confessioni e citato complessivamente ben cinque volte dal vescovo di Ippona);
- Intende qui regis Israel (cf. Sermo 372 4,3).

Attraverso la liturgia della Chiesa cattolica in generale e di quella ambrosiana in particolare, sono giunti fino a noi una moltitudine di inni in stile ambrosiano. I ricercatori hanno cercato di trovare dei criteri per indicare quelli che, con più certezza, sono stati composti da Ambrogio. Nel 1862 Luigi Biraghi ne indicava tre: la conformità degli inni con l'indole letteraria di Ambrogio, con il suo vocabolario e con il suo stile. Con questi criteri egli arrivò a selezionare diciotto inni:
- Splendor paternae gloriae (nell'aurora)
- Iam surgit hora tertia (per l'ora di terza domenicale)
- Nunc sancte nobis Spiritus (per l'ora di terza feriale)
- Rector potens verax Deus (per l'ora di sesta)
- Rerum, Deus, tenax vigor (per l'ora di nona)
- Deus creator omnium (per l'ora dell'accensione)
- Iesu, corona virginum (inno della verginità)
- Intende qui regis Israel (per il Natale del Signore)
- Inluminans Altissimus (per le Epifanie del Signore)
- Agnes beatae virginis (per sant'Agnese)
- Hic est dies verus Dei (per la Pasqua)
- Victor, Nabor, Felix, pii (per i santi Vittore, Nabore e Felice)
- Grates tibi, Iesu, novas (per i santi Gervasio e Protasio)
- Apostolorum passio (per i santi Pietro e Paolo)
- Apostolorum supparem (per san Lorenzo)
- Amore Christi nobilis (per san Giovanni Evangelista)
- Aeterna Christi munera (per i santi martiri)
- Aeterne rerum conditor (al canto del gallo)

Gli autori dell'edizione delle opere poetiche di Ambrogio in un volume stampato nel 1994, che ha portato a compimento l'Opera Omnia, in latino e in italiano, del vescovo di Milano, hanno ridotto questo numero certo a tredici canti, escludendo quelli per le ore minori, per i martiri e della verginità. L'esclusione va ascritta alla metrica di questi testi. Ambrogio aveva una predilezione per il numero otto. I suoi inni sono tutti di otto strofe con versi ottosillabici. Egli vedeva in questo numero la risurrezione di Cristo, la novità cristiana e la vita eterna (octava dies, l'ottavo giorno della settimana, cioè il nuovo giorno, in cui inizia l'era del Cristo). Per questi studiosi appare improbabile che egli sia venuto meno a questa preferenza e quindi quelli di due o di quattro strofe non vengono attribuiti al vescovo milanese.
Per questi storici inoltre non vi è motivo di dubitare che l'autore della melodia sia lo stesso Ambrogio dato che per loro natura questi inni nascono consostanziati alla musica. Il Migliavacca nota come Ambrogio possedesse una conoscenza musicale approfondita. Le sue opere rivelano, oltre a una perfetta conoscenza scolastica, anche una particolare propensione musicale. Egli parla dell'arte musicale con cognizione tecnica e non solo con estetica raffinatezza come il suo discepolo Agostino.

## Leggende su Sant'Ambrogio

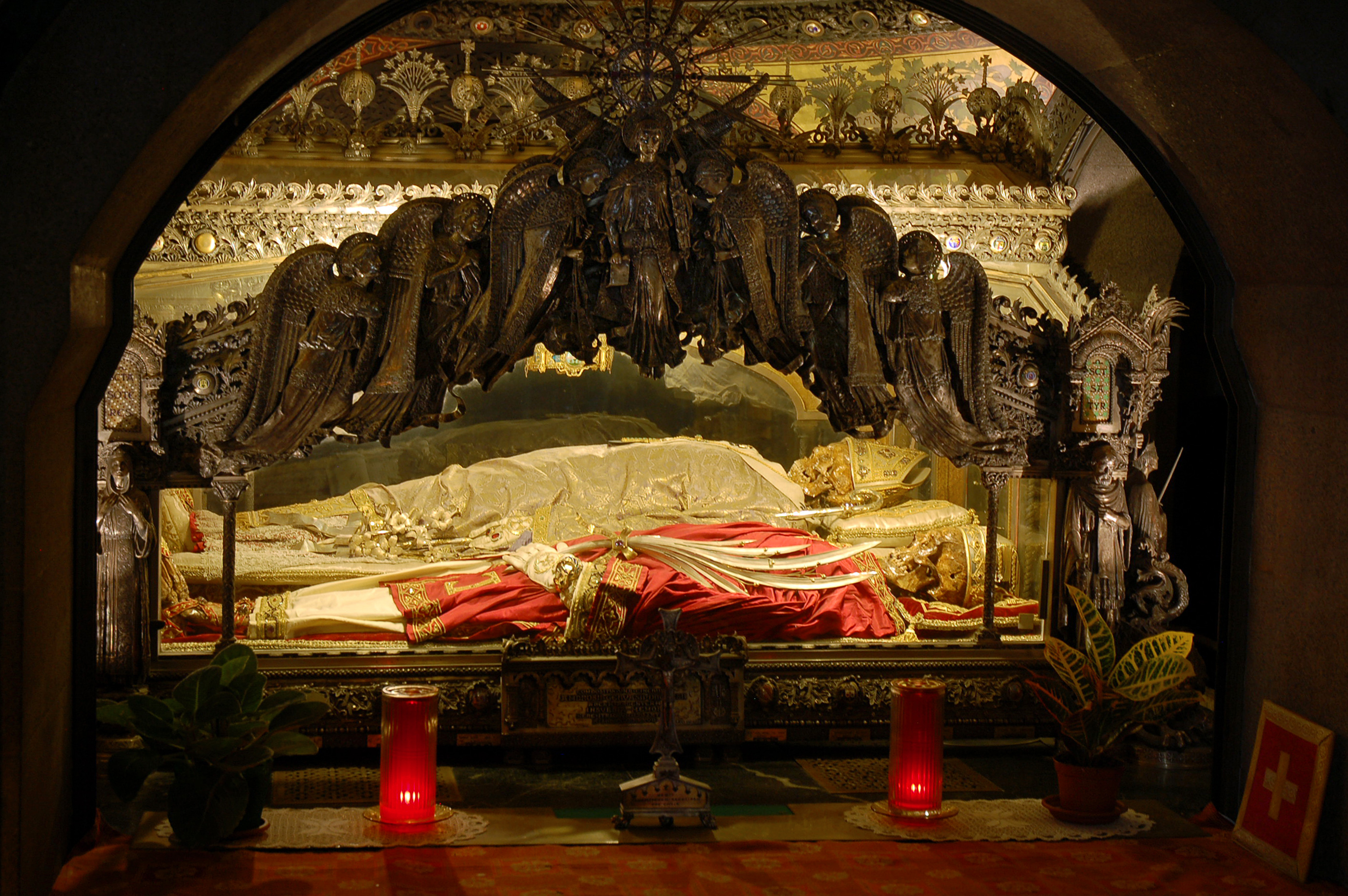
Spoglie mortali di Ambrogio e Gervasio, rivestite dei paramenti liturgici, nella cripta della Basilica di Sant'Ambrogio a Milano.

Su Sant'Ambrogio vi sono numerose leggende miracolistiche:
- Mentre Ambrogio infante dormiva nella sua culla posta temporaneamente nell'atrio del Pretorio, uno sciame di api si posò improvvisamente sulla sua bocca, dalla quale e nella quale esse entravano ed uscivano liberamente. Dopodiché lo sciame si levò in volo salendo in alto e perdendosi alla vista degli astanti. Il padre, impressionato da tutto ciò, avrebbe esclamato: «Se questo mio figlio vivrà, diverrà sicuramente un grand'uomo!».[Nota 2]
- Ambrogio, camminando per Milano, avrebbe trovato un fabbro che non riusciva a piegare il morso di un cavallo: in quel morso Ambrogio riconobbe uno dei chiodi con cui venne crocifisso Cristo. Dopo vari passaggi, un "chiodo della crocifissione" è tuttora appeso nel Duomo di Milano, a grande altezza, sopra l'altare maggiore.
- Nella piazza davanti alla basilica di Sant'Ambrogio a Milano è presente una colonna, comunemente detta "la colonna del diavolo". Si tratta di una colonna di epoca romana, qui trasportata da altro luogo, che presenta due fori, oggetto di una leggenda secondo la quale la colonna fu testimone di una lotta tra Sant'Ambrogio ed il demonio. Il maligno, cercando di trafiggere il santo con le corna, finì invece per conficcarle nella colonna. Dopo aver tentato a lungo di divincolarsi, il demonio riuscì a liberarsi e, spaventato, fuggì. La tradizione popolare vuole che i fori odorino di zolfo e che appoggiando l'orecchio alla pietra si possano sentire i suoni dell'inferno. In realtà questa colonna veniva usata per l'incoronazione degli imperatori germanici.
- A Parabiago, Ambrogio sarebbe apparso il 21 febbraio 1339, durante la celebre battaglia: a dorso di un cavallo e sguainando una spada, mise paura alla Compagnia di San Giorgio capitanata da Lodrisio Visconti, permettendo alle truppe milanesi del fratello Luchino e del nipote Azzone di vincere. A ricordo di tale leggenda fu edificata a Parabiago la Chiesa di Sant'Ambrogio della Vittoria e a Milano, su un portone bronzeo del Duomo, gli è stata dedicata una formella.[37]

## Opere

Divi Ambrosii Episcopi Mediolanensis Omnia Opera, 1527.

### Oratorie (esegetiche)
- Exameron
- De paradiso
- De Cain et Abel
- De Noe
- De Abraham
- De Isaac et anima
- De bono mortis
- De Iacob et vita beata
- De Ioseph
- De patriarchis
- De fuga saeculi
- De interpellatione Iob et David
- Apologia David
- De Helia et ieiunio
- De Tobia
- De Nabuthae historia
- Explanatio in XII Psalmos Davidicos
- Expositio in Psalmum CXVIII
- Expositio in Lucam
- De excessu fratris Satyri libri duo
- De obitu Valentiniani consolatio
- De obitu Theodosii oratio

### Morali (ascetiche)
- De virginibus o Ad Marcellinam sororem libri tres
- De viduis
- De perpetua virginitate Sanctae Mariae
- Adhortatio virginitatis o Exhortatio virginitatis
- De officiis ministrorum

### Dogmatiche (sistematiche)
- De fide ad Gratianum Augustum libri quinque
- De Spiritu Sancto ad Gratianum Augustum
- De incarnationis dominicae sacramento
- De paenitentia

### Catechetiche
- De sacramentis libri sex
- De mysteriis
- De sacramento regenerationis sive de philosophia
- Explanatio Symboli ad initiandos

### Epistolario
- Epistulae

### Innografia
- Hymni

### Altro
- Sermo contra Auxentium de basilicis tradendis
- Tituli
- Per molti studiosi Ambrogio sarebbe da identificare con lo Pseudo-Egesippo e la sua opera, De excidio Hierosolymitano

## Successione apostolica
La successione apostolica è:
- Arcivescovo Cromazio d'Aquileia (388)

## Altro
1. ↑  Graziano avrebbe voluto convocare un concilio numeroso, ma Ambrogio lo esortò a convocare un numero limitato di vescovi, affermando che per appurare la verità ne bastavano pochi e che non era il caso di incomodarne troppi, facendo loro affrontare un viaggio faticoso (Neil B. McLynn, Ambrose of Milan: Church and Court in a Christian Capital, University of California Press, 1994. pp. 124–5.).
2. ↑  Jacopo da Varazze, Legenda Aurea, LVII. Un episodio analogo è riferito anche a Santa Rita da Cascia, vedi: Alfredo Cattabiani, Santi d'Italia, Ed. Rizzoli, Milano, 1993, ISBN 88-17-84233-8, pag. 816

### Riferimenti
1. ↑   Paolo Ondarza, Il flagello e il miele. Il volto di Ambrogio nell'arte, su Vatican News. URL consultato il 7 agosto 2022.
2. ↑   Milano, studi confermano l’identità di Sant’Ambrogio e di due martiri, su La Stampa, 2 ottobre 2018.
3. ↑   Dottori della Chiesa, in Dizionario di filosofia, Roma, Istituto dell'Enciclopedia Italiana, 2009.
4. ↑  (EN) Johan Leemans, Peter Van Nuffelen e Shawn W. J. Keough, Episcopal Elections in Late Antiquity, Walter de Gruyter, 28 luglio 2011, ISBN 978-3-11-026860-7.
5. ↑  Ambrogio, Exorthatio virginitatis, 12, 82.
6. ↑  Robert Wilken, The Spirit of Early Christian Thought (Yale University Press: New Haven, 2003), pp. 218.
7. ↑  Michael Walsh, ed. Butler's Lives of the Saints (HarperCollins Publishers: New York, 1991), pp. 407.
8. ↑  Paolino, Vita di Ambrogio, 6
9. ↑   Basilica Vetus e Battistero di Santo Stefano alle fonti, su adottaunaguglia.duomomilano.it. URL consultato il 18 marzo 2020.
10. ↑  Paolino, Vita di Ambrogio, 7-8
11. ↑  Indro Montanelli, Storia di Roma, Rizzoli, 1957.
12. ↑  Ambrogio, Lettera fuori coll. 14 ai Vercellesi, 65.
13. ↑  Ambrogio, De officiis, I, 1, 4
14. ↑  Giacomo Biffi, Relazione al Meeting di Rimini, 29-08-1997.
15. ↑  C. Pasini, I Padri della Chiesa. Il cristianesimo dalle origini e i primi sviluppi della fede a Milano, op. cit., pp. 169-170.
16. ↑   Pavia e l'Europa, su monasteriimperialipavia.it.
17. ↑   Agostino d'Ippona, Confessioni,  Cap. 9, par. 7. 15.
«Non da molto tempo la Chiesa milanese aveva introdotto questa pratica consolante e incoraggiante, di cantare affratellati, all'unisono delle voci e dei cuori, con grande fervore. Era passato un anno esatto, o non molto più, da quando Giustina, madre del giovane imperatore Valentiniano, aveva cominciato a perseguitare il tuo campione Ambrogio, istigata dall'eresia in cui l'avevano sedotta gli ariani. Vigilava la folla dei fedeli ogni notte in chiesa, pronta a morire con il suo vescovo, il tuo servo. Là mia madre, ancella tua, che per il suo zelo era in prima fila nelle veglie, viveva di preghiere. Noi stessi, sebbene freddi ancora del calore del tuo spirito, ci sentivamo tuttavia eccitati dall'ansia attonita della città. Fu allora, che s'incominciò a cantare inni e salmi secondo l'uso delle regioni orientali, per evitare che il popolo deperisse nella noia e nella mestizia, innovazione che fu conservata da allora a tutt'oggi e imitata da molti, anzi ormai da quasi tutti i greggi dei tuoi fedeli nelle altre parti dell'orbe.»
18. ↑  L’imperatrice Giustina, madre di Valentiniano II, fin dal 378 aveva cercato di sottrarre alla Chiesa di Milano una delle tre basiliche della città per consegnarla agli ariani. Falliti i primi tentativi, passò alle maniere forti: nel 385 tentò di sequestrare una chiesa, ma incontrò subito la resistenza di Ambrogio e dei suoi fedeli.
19. ↑   Sabrina Antonella Robbe, Ammaliati dal canto degli inni, su La Porzione, 22 aprile 2012. URL consultato il 7 gennaio 2025.
20. ↑   Ambrogio e la Milano del suo tempo: aspetti archeologici e artistici, su rivistazetesis.it. URL consultato il 7 gennaio 2025.
21. ↑   Redazione, Sant’ Ambrogio di Milano e Teodosio: una storia di vera misericordia - di Redazione, su Corrispondenza romana, 16 dicembre 2015. URL consultato il 29 maggio 2024.
22. ↑  Codex Theodosianus, 16.10.10
23. ↑  Codex Theodosianus, 16.7.4.
24. ↑  Codex Theodosianus, 16.10.12.1.
25. ↑  Guida della Basilica di S. Ambrogio: note storiche sulla Basilica ambrosiana, Ferdinando Reggiori, Ernesto Brivio, Nuove Edizioni Duomo, 1986, p. 86.
26. ↑  Gérard Nauroy, L'Ecriture dans la pastorale d'Ambroise de Milan, in Le monde latin antique et la Bible. A cura di J. Fontaine e C. Pietri, Parigi 1985. Citato in Pasini, I Padri della Chiesa. Il cristianesimo delle origini e i primi sviluppi della fede a Milano, op. cit.
27. ↑   1 Cor 7,38, su La Parola - La Sacra Bibbia in italiano in Internet.
28. ↑  Per un'ampia descrizione dell'episodio:
  - Antonietta Mauro Todini, Aspetti della legislazione religiosa del IV secolo, Roma, La Sapienza Editrice, 1990, pp. 3 e segg.;
  - Thomas J. Craughwell, Santi per ogni occasione, Gribaudi, 2003, p. 49;
  - Lucio De Giovanni, Chiesa e stato nel Codice Teodosiano, Tempi moderni, p. 120;
  - Giovanni De Bonfils, Roma e gli ebrei, Cacucci, 2002, pag. 186;
  - Mariateresa Amabile, Nefaria Secta. La normativa imperiale ‘de Iudaeis’ tra repressione, protezione, controllo, I, Napoli, Jovene, 2018.
  - (EN)  James Hastings, Encyclopedia of Religion and Ethics, Kessinger Publishing, 2003, p. 374.
29. ↑   Ambrogio, Epistulae Varie, su The Latin Library.
30. ↑  Elliott, 2019, p. 28.
31. ↑  McLynn, 1994, pp. 308–309.
32. 1 2  Elliott, 2019, p. 29.
33. ↑  Elliott, 2019, pp. 23, 49
34. ↑  Elliott, 2019, p. 30.
35. ↑  Ambrogio, De virginibus, 2, 6-18, citato in L. Gambero, Testi mariani del primo millennio, Città Nuova, 1990.
36. 1 2  Rito Ambrosiano: la centralità dell'opera di Sant'Ambrogio per la Chiesa di Milano
37. ↑  Per una narrazione della leggenda e della costruzione della chiesa si veda:
  - Don Gerolamo Raffaelli, La vera historia della Vittoria qual ebbe Azio Visconti nell'anno della comune salute 1339 nel dì XXI febbr. in Parabiago contro Lodrisio V a cura di Limonti, Milano, anno MDCIX.
  - Don Claudio Cavalleri, Racconto istorico della celebre Vittoria ottenuta da Luchino Visconti princ. di Milano per la miracolosa apparizione di Santo Ambrogio, seguita il dì 21 febbr. l'anno 1339 in Parabiago, e dedicata al March. D. Giambattista Morigia a cura di G. Richino Malerba, Milano, 1745.
  - Alessandro Giulini, La Chiesa e l'Abbazia Cistercense di S. Ambrogio della Vittoria in Parabiago, Archivio Storico Lombardo, 1923, pagina 144.